# Dicranomyia (Dicranomyia) flavaperta
Dicranomyia (Dicranomyia) flavaperta is een tweevleugelige uit de familie steltmuggen (Limoniidae). De soort komt voor in het Neotropisch gebied.